# Eyalet di Tripoli
L'eyalet di Tripoli (in turco: Eyalet-i Trablusşam), fu un eyalet dell'Impero ottomano nell'area corrispondente agli attuali Libano e Siria.
Il governo ottomano nella regione inizio nel 1516 ma l'eyalet non venne formato sino al 1579, quando venne derivato dai distretti nord occidentali degli the eyalet di Damasco ed Aleppo, persistendo sino alle riforme amministrative ottomane di metà Ottocento che inclusero l'eyalet di Tripoli nel Vilayet di Siria.

## Geografia antropica

### Suddivisioni amministrative
I sanjak dell'eyalet di Tripoli nel XVIII secolo erano:
1. sanjak di Trabalus (Trablus-Şam : Paşa Sancağı , Tripoli)
2. sanjak di Hama (Hama Sancağı, Hama)
3. sanjak di Homs (Hums Sansağı, Homs)
4. sanjak di Salamieh (Selemiyye Sancağı, Salamiyah)
5. sanjak di Jebella o Jebellieh (Cebeliyye Sancağı, Jableh)